# Rollercoaster Tycoon: Zwariowane krajobrazy
Uzasadnienie: brak wykazanej encyklopedyczności dodatku, wystarczy info w haśle głównym
RollerCoaster Tycoon: Zwariowane krajobrazy (ang. Rollercoaster Tycoon: Loopy Landscapes) – drugi oficjalny dodatek do symulacji wesołego miasteczka – RollerCoaster Tycoon. Wydanej przez Hasbro Interactive 16 września 2000 roku. Polskim dystrybutorem został CD Projekt.
- 30 nowych scenariuszy do wyboru
- sześć nowych tematycznie krajobrazów, takich jak: baza kosmiczna, średniowieczne zamki, lodowe pustynie
- nowe typy roller coasterów
- nowe typy sklepów

W Polsce obydwa dodatki zostały wydane w RollerCoaster Tycoon Złota Edycja.